# Parque marino Francisco Coloane
El parque marino Francisco Coloane corresponde al primer parque marino chileno. Está ubicado al sur de la Isla Carlos III, entre las islas Santa Inés, Riesco y la península de Brunswick, en la comuna de Punta Arenas, Región de Magallanes y de la Antártica Chilena. Tiene una extensión de mar y costa de 1506ha. Su nombre es un homenaje al escritor chileno Francisco Coloane, quien ambientó sus obras en esta zona.
La totalidad del área protegida cuenta con una vasta diversidad biológica y paisajística, así como también un carácter geográfico y oceanográfico único debido, en parte, a la conjunción de los océanos Pacífico y Atlántico, sus fuertes vientos, la presencia de masivos glaciares y la desmembrada costa.

## Vida silvestre
El parque marino fue creado para la preservación del área de alimentación de la ballena jorobada, y conservar áreas de reproducción de otras especies como el pingüino de Magallanes y el lobo marino.
También es hábitat natural de diferentes especies de mamíferos marinos, como la orca, la ballena Sei, la ballena Minke antártica, la ballena fin, la ballena franca austral, el lobo fino austral y el huillín, entre varios otros, además del coipo, que es semiacuático.
De entre las aves marinas más abundantes, también se avista el albatros de ceja negra, el skúa chileno, el cormorán imperial y el gaviotín sudamericano. En las costas se avistan la caranca, el pato quetru no volador, el Martín pescador y el churrete, y en los bosques se encuentran especies como el carpintero negro, el comesebo grande y el fío fío, por mencionar sólo algunas especies. También es posible de observar en los esteros al churrín del sur, en pastizales húmedos a la becasina, y volando o junto a lobos marinos al cóndor.

## Vías de acceso
No existe camino por vía terrestre desde Punta Arenas hacia el parque. Vía marítima desde Punta Carrera o Bahía Mansa en Punta Arenas, o desde puertos cercanos.